# Towarzystwo Misji Zagranicznych w Paryżu
Towarzystwo Misji Zagranicznych w Paryżu (fr. La Société des Missions Etrangères, używany skrót: MEP) – katolickie stowarzyszenie życia apostolskiego z siedzibą w Paryżu, założone celem ewangelizowania krajów niechrześcijańskich, głównie w Azji.
Jego członkowie nie są zakonnikami, gdyż stowarzyszenie to nie jest zgromadzeniem zakonnym sensu stricto lecz grupą księży diecezjalnych. W roku 2015 liczyło 208 księży i 25 seminarzystów.